# Marea Revoltă Poloneză

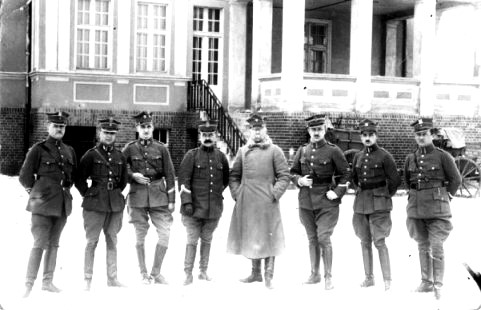
Soldaţi ai Armatei din Wielkopolska (Polonia Mare)

Insurecția din Polonia Mare din 1918 – 1919, cunoscută și ca Marea Revoltă Poloneză sau Războiul Poznańian (în limbile poloneză: Powstanie Wielkopolskie 1918–19 roku; germană: Großpolnischer Aufstand) a fost o insurecție militară a polonezilor din Polonia Mare (Wielkopolska), (cunoscută și ca Marele Ducat al Poznańului ori Provinz Posen) împotriva Germaniei și Prusiei.

## Cadru general
După a treia împărțire a Poloniei din 1795, Polonia a încetat să existe ca stat independent. Din 1795 până la începutul primului război mondial, au avut loc mai multe ridicări la luptă ale polonezilor în încercarea lor de a recâștiga independența pierdută. După insurecția din Polonia Mare din 1806 a fost creat Ducatul Varșoviei, care a rezistat opt ani mai înainte de a fi împărțit din nou între Prusia și Rusia.
La sfârșitul primului război mondial, președintele SUA Woodrow Wilson propunea un program politic cunoscut ca Cele paisprezece puncte, program respins de națiunile europene, care nu erau dispuse să cedeze teritorii sau putere. De exemplu, deși politicienii germani semnaseră armistițiul care dusese la încetarea focului din 11 noiembrie 1918, marea masă a germanilor considerau că războiul nu fusese pierdut, dar că în schimb au fost trădați de liderii lori. Germania semnase Tratatul de la Brest-Litovsk cu Rusia Bolșevică prin care se punea capăt războiului între cele două puteri pe frontul de răsărit și se trasau noi frontiere în regiune. Regatul României fusese de asemenea scos din luptă după semnarea Păcii de la București. Pe frontul de vest, situația nu a părut majorității germanilor disperată, în condițiile în care Germania era victorioasă în răsărit și putea să-și folosească militarii redistribuiți din această zonă. În aceste condiții, din momentul semnării armistițiului până la cel al ratificării Tratatului de la Versailles în 1920, numeroase probleme legate de suveranitate și teritorii au rămas nerezolvate.
Propunerea lui Wilson pentru recrearea unei Polonii independente nu stabilea granițele țării într-un mod care să convină tuturor părților interesate. Cea mai mare parte a teritoriului polonez care intrase în stăpânirea Prusiei în secolul al XVIII-lea era revendicată de Germania, în vreme ce cea mai mare parte a teritoriului rămas era revendicată de Rusia sau Austro-Ungaria. Zona revendicată de Germania includea teritoriul Poloniei Mari, (așa numita Provincie Posen), și orașul industrial Posen/Poznań. Populația majoritară poloneză din zonă trăia în incertitudine cu privire la viitorul lor.

## Insurecția

Polonia Mare, ori Posen

Nu se poate spune cu siguranță care a fost scânteia care a declanșat insurecția, dar mulți polonezi atribuie acest rol discursului ținut de pianistul polonez Ignacy Paderewski pe 27 decembrie 1918 și contramăsurilor germanilor. Este încă o problemă disputată care parte – cea germană sau cea poloneză – poate fi făcută vinovată de deschiderea ostilităților.
Polonezii începuseră pregătiri serioase în vederea declanșării unei insurecții imediat după abdicarea Kaiserului Wilhelm al II-lea de pe 9 noiembrie 1918 și proclamarea Republicii de la Weimar. După numai câteva ore de la discursul lui Paderewski, locuitorii polonezi ai Poznańululi și ai altor orașe inițiaseră insurecția împotriva Germaniei.
Forțele insurecționale erau formate din voluntari veterani ai primului război mondial și din membrii Polska Organizacja Wojskowa (Organizația Militară Poloneză) din zona ocupată de Prusia la ultima împărțire a Poloniei, urmașa Straż Obywatelska, redenumită mai târziu Straż Ludowa. Corpul diriguitor al forțelor insurecționale era Naczelna Rada Ludowa (Înalta Radă Populară). La început, membrii acestui consiliu au fost împotriva declanșării insurecției, dar au terminat prin a o sprijini câteva zile mai târziu, (în mod neoficial – 3 ianuarie 1919, iar în mod neoficial 8 – 9 ianuarie 1919). Comandanți militari au fost numiți căpitanul (mai târziu maiorul) Stanisław Taczak și generalul Józef Dowbor-Muśnicki.
Coordonarea în timp a insurecției a ținut mai degrabă de întâmplare, deoarece, între octombrie 1918 și primele luni ale anului 1919, Germania era slăbită de conflictele interne, cu soldații și marinarii militari răsculându-se împotriva monarhiei și a generalilor incapabili. După semnarea armistițiului din 11 noiembrie 1918, situația din Germania s-a complicat prin izbucnirea revoluției.
Până pe 15 ianuarie 1918, forțele rebele poloneze au reușit să preia controlul asupra celei mai mari părți a Provinciei Posen, intrând în lupte grele cu armata germană regulată și cu forțele Grenzschutz, până în momentul încetării focului pe frontul de vest de pe 16 februarie. Delegația franceză a silit Germania și alte țări să recunoască Armata din Polonia Mare ca forță aliată. Înaltul comandament din Poznan a fost subordonat guvernului de la Varșovia pe 25 mai 1919, iar frontul din Polonia Mare a încetat să existe pe 8 martie același an. Soarta teritoriului Poloniei Mari a fost dezbătută în timpul tratativelor de pace și soluția a fost înscrisă în Tratatul de la Versailles.

## Evaluare critică
Insurecția din Polonia Mare este una dintre cele două insurecții încununate de succes: prima a fost cea din 1806, care a fost terminată de intrarea armatelor napoleoniene în țară. Trebuie spus că insurecția, împreună cu pierderile teritoriale de după război consfințite de Tratatul de la Versailes, au fost cauzele puternicilor tensiuni cu Republica de la Weimar, care revendica teritorii populate majoritar de germani, așa cum era zona Orașului Liber Danzig/Gdańsk sau cea a Coridorului polonez dintre Prusia Răsăriteană și restul Germaniei. Astfel de conflicte aveau să fie exploatate în viitor de Führerul nazist, Cancelarul Adolf Hitler. Conflictele polono-germane aveau să ajungă la paroxism în 1939, când Al treilea Reich a invadat Polonia.

### Epilog
- Locotenentul Jan Rzepa, ultimul luptător în viață din insurecția din Polonia Mare s-a stins din viață pe 24 martie 2005, la vârsta de 106 ani.